# Abrachyglossum capitatum

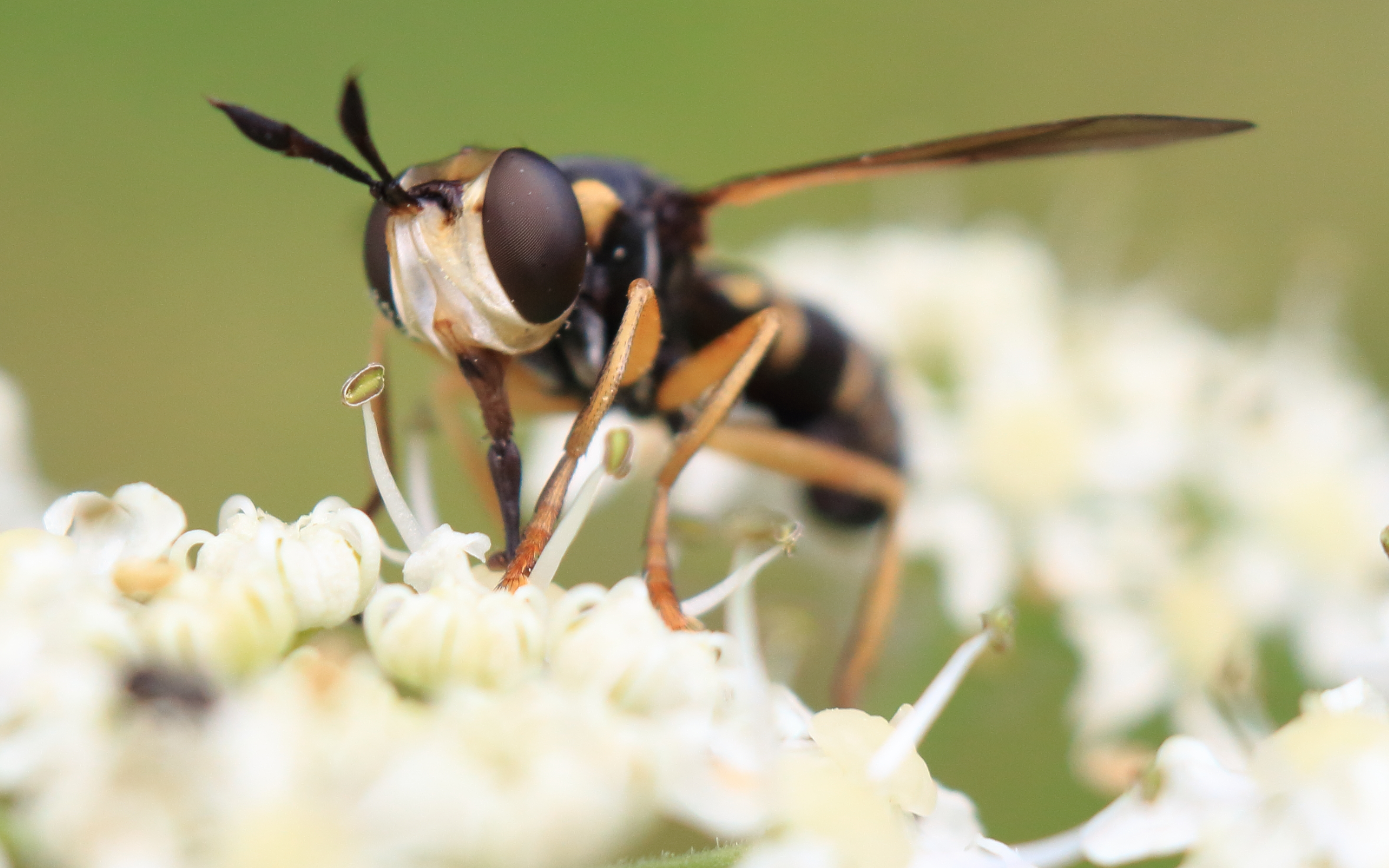

Abrachyglossum capitatum – gatunek muchówki z podrzędu krótkoczułkich i rodziny wyślepkowatych.
Gatunek ten opisany został w 1847 roku przez F. Hermanna Loewa jako Conops capitatum.
Muchówka o smukłym ciele długości od 10 do 14 mm. Głowa jej ma ciemnożółte czoło i wzgórek przyoczkowy, czarne plamy przy nasadach czułków, a twarz żółtą ze srebrzystym opyleniem wokół otworu gębowego i przy krawędziach oczu złożonych. Czułki są duże, czarno ubarwione, u samic grubsze niż u samców. Brązowoczarny ryjek jest silnie zesklerotyzowany i długością dorównuje głowie. Brunatnoczarny tułów ma srebrzyste, poprzeczne plamy na bokach oraz żółtą tarczkę z czarnym owłosieniem. Skrzydła charakteryzuje brązowe przydymienie przedniego brzegu. Barwa przezmianek jest żółta. Odnóża są żółte z przyczernionymi szczytami pazurków i czarnymi, srebrno opylonymi biodrami. U samicy czarny odwłok zdobią wąskie, żółtawe przepaski.
Owad znany z Hiszpanii, Francji, Niemiec, Szwajcarii, Austrii, Włoch, Polski, Czech, Słowacji, Węgier, Ukrainy, Mołdawii, Rumunii i Albanii.